# هوریتشکی
هوریتشکی (به چکی: Hořičky) یک منطقهٔ مسکونی در جمهوری چک است که در ناحیه ناخود واقع شده‌است. هوریتشکی ۶٫۶۵ کیلومتر مربع مساحت و ۵۳۶ نفر جمعیت دارد و ۴۴۰ متر بالاتر از سطح دریا واقع شده‌است.